# Papageno

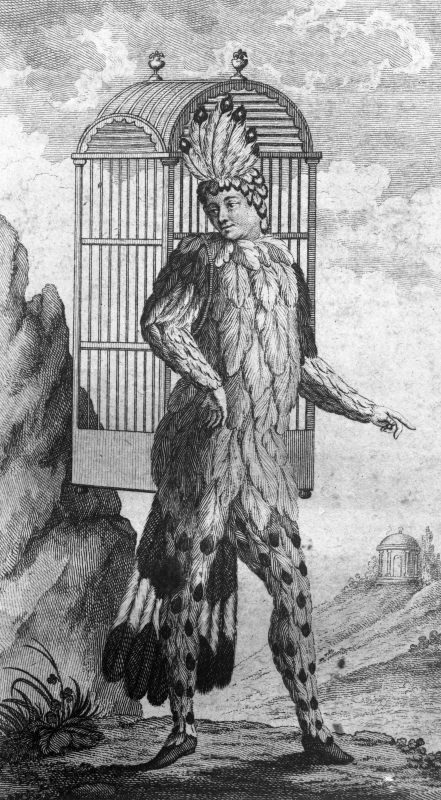
Emanuel Schikaneder als eerste Papageno

Papageno is een personage dat optreedt in de opera Die Zauberflöte van Wolfgang Amadeus Mozart naar het libretto van Emanuel Schikaneder.
Papageno is een vogelvanger en bekleedt de komische rol in de opera. Hij is een rokkenjager, een bangerik en niet al te snugger en daarmee meteen de tegenpool van de heroïsche hoofdfiguur Tamino. Hij heeft wel een goed hart en wordt hiervoor beloond: hij vindt uiteindelijk het meisje van zijn dromen, Papagena. Bekend is hun wederzijdse liefdesverklaring in het duet Pa-Pa-Pa-Pa-Pa-Pa-Papagena!
Tjeu van den Berk is een kenner van het ontstaan en de achtergronden van Die Zauberflöte. Volgens hem gaat het in deze opera over alchemistische symboliek. Papageno heeft niet een bijrol volgens hem: hij staat symbool voor de belangrijke alchemistische stof kwik, die onverzoenlijke tegendelen toch met elkaar kan verbinden. Hier is -niet- uitsluitend het chemische element kwik bedoeld. Men kan dit kwik zien als Mercurius maar tevens als Hermes de "gevleugelde boodschapper": de (onder)handelaar, boodschapper en middelaar tussen hemel en aarde en onderwereld. Zie ook Hermetisme en Hermetica. Dit wordt door Tjeu v.d. Berk beschreven in het boek: Papageno & Papagena het mercuriale vogelpaar. De afbeelding van Papageno hiernaast wordt ook behandeld. Zijn houding en de betekenis van zijn kleurige pauwenstaart. Papageno is niet alleen vogelvanger: hij is ook zelf vogel. Zijn verenkleed wijst daarop als "gevleugelde boodschapper" zoals Mercurius.